# Java Secure Socket Extension
 (février 2024).
Si vous disposez d'ouvrages ou d'articles de référence ou si vous connaissez des sites web de qualité traitant du thème abordé ici, merci de compléter l'article en donnant les références utiles à sa vérifiabilité et en les liant à la section « Notes et références ».
Le JSSE (Java Secure Socket Extension) est un ensemble de paquets qui implémente TLS (plus connu sous le nom de SSL).
Cette bibliothèque logicielle créée [Quand ?] inclut le chiffrement, l'authentification, l'intégrité.